# Jesús Guzmán
Pour les articles homonymes, voir Guzmán.
Jesús Antonio Guzmán (né le 14 juin 1984 à Cumaná, Sucre, Venezuela) est un joueur de premier but des Hiroshima Toyo Carp de la Ligue centrale du Japon. Il évolue de 2009 à 2014 en Ligue majeure de baseball.

## Carrière

### Giants de San Francisco
Jesús Guzmán signe son premier contrat professionnel en 2000 avec les Mariners de Seattle. Après plusieurs années en ligue mineure avec des clubs affiliés aux Mariners et aux Athletics d'Oakland, il fait ses débuts dans le baseball majeur le 21 mai 2009 avec les Giants de San Francisco. Il obtient son premier coup sûr au plus haut niveau le 23 mai aux dépens d'un lanceur des Mariners, Miguel Batista. Il apparaît dans 12 matchs des Giants durant la saison 2009.

### Padres de San Diego
Après avoir passé l'année 2010 chez les Grizzlies de Fresno, le club-école de niveau Triple-A des Giants dans la Ligue de la côte du Pacifique, Guzmán devient agent libre et rejoint les Padres de San Diego le 20 novembre 2010. Il joue pour les Padres pendant la saison 2011. Guzmán claque son premier coup de circuit dans le baseball majeur le 24 juin 2011 lors d'une présence comme frappeur suppléant contre le lanceur Jairo Asencio des Braves d'Atlanta. Il maintient une moyenne au bâton de ,312 avec 5 circuits et 44 points produits en 76 matchs pour San Diego en 2011. Il frappe son premier circuit en carrière le 24 juin comme frappeur suppléant opposé au lanceur Jairo Asencio des Braves d'Atlanta.
En 2012, Guzmán est surtout utilisé comme joueur de champ extérieur par les Padres. Il frappe pour ,247 avec 9 circuits et 48 points produits.
En 2013, il partage son temps entre le champ extérieur et le premier but. Sa moyenne au bâton chute à ,226 avec 9 circuits.

### Astros de Houston
Le 18 décembre 2013, San Diego échange Guzmán aux Astros de Houston contre l'arrêt-court Ryan Jackson. Il ne frappe que pour ,188 de moyenne au bâton en 69 matchs des Astros en 2014.

### Japon
En octobre 2014, Guzmán signe un contrat d'un million de dollars US avec les Hiroshima Toyo Carp de la Ligue centrale du Japon.